# 阿爾蒂希夫
49°46′0″N 23°40′33″E / 49.76667°N 23.67583°E
阿爾蒂希夫（羅馬化：Artyshchiv）是烏克蘭西部利沃夫州利維夫州霍羅多克市鎮的村莊，始建於1490年，面積0.35平方公里，海拔高度273米，2016年人口336，人口密度每平方公里1,037.46人。